# San Antonio Xicotenco
San Antonio Xicotenco är en ort i Mexiko.   Den ligger i kommunen Soltepec och delstaten Puebla, i den sydöstra delen av landet, 150 km öster om huvudstaden Mexico City. San Antonio Xicotenco ligger 2 368 meter över havet och antalet invånare är 145.
Terrängen runt San Antonio Xicotenco är platt åt nordost, men åt sydväst är den kuperad. Terrängen runt San Antonio Xicotenco sluttar norrut. Runt San Antonio Xicotenco är det tätbefolkat, med 397 invånare per kvadratkilometer. Närmaste större samhälle är Acatzingo de Hidalgo, 18,7 km söder om San Antonio Xicotenco. Trakten runt San Antonio Xicotenco består till största delen av jordbruksmark.